# Ploščad' Aleksandra Nevskogo-1
Ploščad' Aleksandra Nevskogo-1 (in russo Площадь Александра Невского-1?) è una stazione della Linea Nevsko-Vasileostrovskaja, la Linea 3 della metropolitana di San Pietroburgo. È stata inaugurata il 3 novembre 1967.
È stazione di interscambio con la Linea 4, fermata di Ploščad' Aleksandra Nevskogo-2.